# 우에다 다다히코
우에다 다다히코(일본어: 上田 忠彦, 1947년 8월 3일 ~ 2015년 4월 15일)는 일본의 전직 축구 선수로 현역 시절 포지션은 공격수였다.

## 선수 시절

### 클럽
1947년 8월 3일 일본 교토부 출생으로 교토상업고등학교, 호세이 대학을 졸업한 뒤 1970년 신일본제철 입단 이후 1973년 은퇴할 때까지 60경기 25골을 기록하며 1970년 일본 사커 리그 베스트 11에 선정되는 영예를 안았고 이듬해인 1971년에는 팀을 리그 3위, 일왕배 4강 진출을 견인했으며 1972년과 1973년에는 팀을 일왕배 8강으로 이끌었다.

### 국가대표팀
1970년 8월 2일 라이벌인 대한민국과의 친선 경기에서 국제 A매치 데뷔전을 치렀고 이후 같은 해 12월 1970년 아시안 게임 대표팀에 발탁되어 팀의 4강 진출에 일조했으나 4강에서 대한민국, 동메달 결정전에서 인도에 패하며 메달 획득에는 실패했다.
그리고 1972년 하계 올림픽 아시아 지역 예선을 끝으로 A매치 통산 13경기 7골의 성적을 남긴 뒤 국가대표팀 유니폼을 반납했으며 2015년 4월 15일 폐암과의 투병 끝에 69세를 일기로 생애를 마쳤다.

## 통계
| 일본 | 일본 | 일본 |
| 연도 | 출전 | 득점 |
| ---- | ---- | ---- |
| 1970 | 10   | 7    |
| 1971 | 3    | 0    |
| 통산 | 13   | 7    |